# クララ白書
『クララ白書』（クララはくしょ）は、氷室冴子による日本のライトノベル。イラストは原田治が担当している。集英社文庫コバルトシリーズ（集英社）より1980年4月から同年12月まで刊行された。『クララ白書ぱーとII』までが中等科編で、続編の『アグネス白書』と『アグネス白書ぱーとII』は高等科編である。

## あらすじ

### クララ白書

#### 第1章「ドーナツ騒動」
しーのは学園の有名人で、友人達に引き止められたこともあり、家族が九州に転勤したのに付いて行かず、寄宿に入ることにした。しかし寄宿舎では上級生は下級生からある程度の奉仕を受けることができる特典があるため、3年から入舎するのは不公平だとの声があり、毎年途中入舎生は入舎テストを受けなければならない。しーのは同じく途中入舎の転校生マッキーと菊花と共に45人分のドーナツを揚げることになったが、2人は共に個性的な性格で、一向に話は進まない。しかし有馬皇子やきらめきの虹子女史の協力などもあって、無事にドーナツを揚げることに成功した。

#### 第2章「ストレインジャーI」
マッキーの奇行が少しずつ明らかになる。すっかり仲良くなったものの、マッキーに対する様々な謎に対してしーのと菊花はあれこれ想像をするが、菊花の父親がマッキーの父親と知り合いであったために、断片的ながらも情報が入ってくるが、その内容も奇行を裏付けるものばかり。
一方で坂田江奈が不注意から洗濯物干し場でブラを上級生のブラウスにかかってしまう事件が起こり、慣習から江奈は薔薇を一輪ずつ送って謝罪することになって、しーのは有馬皇子に同じクラスのの花屋の子にお願いするよう依頼される。それを聞いていたマッキーは美しい習慣だと感嘆し、わざと（未使用の）下着を学園のアイドルである清らなる椿姫こと白路のハンカチの上に落とす。もちろん大事件となり、さらに騒ぎを大きくするようにうるさ型の吉田さんが実家から戻ってくるが、彼女はマッキーの知り合いだった。そのため、マッキーが白路にちょっかいをかけたかったのだと瞬時に理解し、マッキー願いむなしく無罪放免とさせられてしまう。
その後、しーのと菊花は様々な噂をじかにマッキーに問いただすが、思ったようなひどい真実ではなかったものの、奇癖を裏付けるものでしかなかった。しかし呆れながらも、2人はマッキーとの友情を再認識するのであった。

#### 第3章「下級生登場+1（プラスワン）」
しーのの馬はは体育祭の騎馬戦では優勝候補に挙げられていたが、鈴木夢見を騎手とする馬に執拗に追いかけられ、夢見の馬に対する卑怯な攻撃でバランスを崩したしーのは落馬してしまった。あわててそれを防ごうとした夢見にジャージをつかまれたために、上半身が脱げてしまいあられもない姿を晒した上に、右足捻挫、左足の生爪をはがす、右手に裂き傷、顔に引っかき傷と満身創痍の状態。しかもその後に見舞いにやってきた夢見たちであるが、他の3人が謝るのに対して夢見はふくれっつら。挙句に「器用な落ち方をした」などと吹聴している始末。
しーのはあからさまな敵意に落ち込み、さらに学校指定の井沢病院までは遠く、バスはラッシュ状態で、両足を怪我をしている状態では2日に1度の通院は困難を極めていた。ある日、病院で出会った青年は本をはがした爪の上に落とした。寿家光太郎と名乗るその青年はお詫びにと車で送り、以後の送迎も任せろと言い出す。真意がつかめないまま取りあえず厚意に甘えることにしたしーのだが、最後の日になるまで送り迎え以外の何事もおきない。しかしふとしたことから真実が発覚した。実は光太郎は夢見の従兄弟であり、素直になれなかった夢見がしーののために送迎を頼んだのであった。

#### 第4章「ストレインジャーII」
マッキーと共にすっかり菊花の親友となったと思っていたしーのであるが、様々な筋から菊花が5年の向井さんと仲が良いと聞き、嫉妬に悩む。江奈からの証言はともかく、これ見よがしにしーのの前を通した夢見のメモには、菊花が真夜中に禁止されているアグネスへの訪問を行っているとの証言があった。夢見を詰問するものの、しーの自身が確かめたそれは真実であった。マッキーと共に菊花の後を追いかけてアグネス舎の向井さんの部屋の前に立つ二人であるが、慌てて向井さんに部屋に引き入れられる。マッキーの行過ぎた想像と異なり、菊花は向井さんの部屋で漫画を描いていた。菊花が漫画家志望であり、漫画を書く時間を確保するためにクララに来たと知る2人。

#### 第5章「その前夜（イブ）」
学園の二大イベントの一つの文化祭が近づくものの、夏休みが明けても一向に中等科は演目が決まらない。去年の主演女優賞を獲得したしーのはもちろん本人の気持ちとは逆にキャスティングの最有力候補であった。そして特に下級生から人気のマッキーが主演男優の有力候補でもある。しかし三巻が狙うラブシーンの情報が早くも学園を駈け巡り、人気者であるしーのは発起人を別にした「桂木しのぶのキスシーンを阻止する」署名が2つも回り、新崎朱美の中劇を私物化しているという抗議文も届けられる。特に後者の存在で三巻はしーのをキャスティングできず、演目が決まらないのであった。結局マッキーと夢見で「みずうみ」を演じることになった。昨年はスターの丸井さんに釣られたものの、本来は劇に出たくないしーのはほっとする。ところが、今度はきらめきの虹子女史に呼び出され、古文研の劇に出るように要請される。ドーナツ揚げの際の借りがある上に相手役が奇跡の高城さんであったこともあり、断れず承諾するしーの。だが、当然これはセンセーションを巻き起こし、しーのは三巻達に詰め寄られるものの、古文研の劇を降板することはできなかった。さらに高城さんのファンクラブである大奥にしーのは嫌がらせを受けるが、憧れの高城さんと共演できて実は嬉しいしーのであった。しかし、一方で中劇では突然夢見が出演を渋りだした。成り行きでしーのが説得することになったが、しーのは意外な事を知る。実は夢見はしーのの崇拝者であった。そしてしーのが中劇に出ないどころか古文研で学園一のスター奇跡の高城さんと共演することを知り、駄々をこねていたのであった。しかしこれ以上強がることが出来ず、とうとう自分の気持ちを告白したのである。結局しーのが「出なさい」といったために無事夢見が中劇にでることになった。菊花はそれを聞き、さもありなんとうなずく。
文化祭前日、菊花にも嬉しい知らせが届く。投稿作品が努力賞に入ったのであった。しーの、マッキー、菊花の3人は特別にしーののルームメイトにベッドをその日だけ変わってもらい、それぞれ明日の劇での台詞や将来への希望などをてんでに語りながら夜も更けていくのであった。

### クララ白書ぱーとII

#### 第1章「ラブレター大作戦」
文化祭は成功に終わり、人気投票で古文研には僅差で敗れたものの、中劇は満足すべき結果に終わった。その後、マッキーには他校からのラブレターが毎日のように舞い込むようになる。しかしある日、東高の大津雅文と名乗る人物からしーのにラブレターが届く。人生で初めての経験に有頂天になるが、三巻に冷静にいつ会うのかといわれ、いっぺんに冷めてしまう。もらったことは嬉しかったものの、会うことまでは考えても見なかったのだ。会わないつもりであったしーのだが、大津くんの知り合いである上級生から呼び出しを受け、デートの段取りを付けられてしまう。しかたなく、デートでの心得を菊花たちから受けるしーの。そこへ夢見を通してあわてて光太郎が電話をかけてくるが、ふとした一言でしーのは怒って電話を切ってしまう。
当日、その上級生の手違いで大津くんは別の出口でしーのを待っていた。そうとはしらないしーのは、ナンパ男にからまれてしまう。慌てて助けに飛び出すのは、それぞれ内緒で付いてきたマッキー・菊花組と光太郎であった。そこへもしかしたら手違いがあったのかとこちらの出口にもやってきた大津くんだが、この時点で初デートはむちゃくちゃなものになってしまう。当然のように付いてくるマッキーたちや光太郎に大津くんも萎縮し結局散々な結果に終わってしまう。しかししーのはまだ私には早かったのだと思い、どちらにしろ大津くんとは合わなかっただろうと思うのであった。

#### 第2章「幻猫ユリウスの怪」
しーのは最近トイレでよる猫の鳴き声と不思議な声を聞き、すっかり脅えていたが、誰からも相手にされない。クララ舎長の有馬皇子のところにはアグネス舎長の虹子女史が尋ねてきており、最近アグネスで寄宿破りが頻発して、シスターがそれに気づいたらしいことを伝えに来ていた。
誰からも相手にされないしーのは、化け猫の正体を暴こうとした際に、シスターに誰何され、偶然その時に物音がしたため、シスターが5年の長谷尾さんの寄宿破りを発見した際に居合わせてしまい、長谷尾さんから恨まれてしまう。そして自分を頼ってくる1年生グループの1人である文子が寄宿破りをしている場面にも出くわしてしまい、それを誰にも言えず、一人で悩む。そのためにマッキーや菊花から友達甲斐がないと絶交宣言されてしまった。しかも江奈の証言によると、文子は最近金遣いが荒いらしい。
結局、文子は子猫を拾ってしまい、それを寄宿の敷地でこっそりと育てていたのであった。しーのが聞いた泣き声は、ある寒い夜に文子がこっそりとスチームの入るトイレに連れてきた時にものであった。真相を知ったしーのだが、どう仲直りすべきが悩むのであった。

#### 第3章「クリスマス・ラプソディ」
しーのは退学になった長谷尾さんに出会ってしまうが、家庭教師の1人である西藤さんに助けられ、寄宿に送ってもらい、マッキーと出会う。例のデート事件以来、しーのは光太郎の手紙を全て封も切らずに捨てていたが、何故かマッキーはそれを非難するようになり、菊花にたしなめられる。しかしなぜかマッキーは以後も光太郎を擁護するのであった。そこでしーのはマッキーは光太郎が好きになったのではないかと推測する。
一方で西藤さんと町で再会したしーのは、年末の大イベント「クリスマスバザー」で長谷尾さんからのお礼参りに対して守ってくれるように頼む。そして光太郎にはマッキーのために、「必ず来てくれ」るように頼む。当日、しーのの側にいてくれる西藤さんに光太郎は嫉妬する。
長谷尾さんは計略を使ってしーのを呼び出すが、間一髪西藤さんや虹子女史やマッキーたちが間に合い、助かる。その時のマッキーの態度でようやくしーのは真実を悟った。マッキーは西藤さんが好きなのであり、最近接近したしーのとの仲を疑い、光太郎との仲を取り持って元の鞘に戻そうとしていたのであった。

#### 第4章「菊花危機一髪」
菊花はある週末、しーのとマッキーに実家に遊びに来るように頼む。どうやら父親に最近漫画を描くことを続けているのではないかと疑われているらしいのだ。気乗りしない2人であったが、それを聞いて1も2もなく訪問を約束する。自分達がよき友人であることを示そうとマナーの勉強をする2人だが、駅前で光太郎が女の人と歩いているのを見かけ、西藤さんとのことも絡んで2人は険悪な雰囲気で訪問する羽目になる。そのためにチームワークは滅茶苦茶で、却って足を引っ張り合ってしまう始末。
その後、2人は菊花が門限になっても帰ってこないことに気づき、菊花の家に電話を入れる。菊花は全てばれてしまい、転校することになるだろうと告げる。2人は憤慨し、菊花の実家に向かい、そこで菊花の父親に出会うなり横暴だ何だと文句を付け出してしまう。そこへ菊花が慌てて駆けつけ、2人を部屋に押し込む。実は菊花はただの風邪で、前回の訪問で散々であった2人に軽い気持ちで仕返しをしただけであった。実際には父親は漫画のことなど忘れてしまっており、菊花に悪い虫が付いているのでないかと心配しているだけだったのだ。

### 番外編「お姉さまたちの日々」
映画化を記念してCobalt85年冬の号に掲載された。長らく単行本未収録であったが、2012年発売の『月の輝く夜に／ざ・ちぇんじ!』に収録された。
しーのをかわいいと思う虹子さんが、白路さんの巻き起こす騒動を、高城さんとともに収拾する。

## 登場人物
桂木しのぶ（かつらぎ しのぶ）〈しーの〉：（3年/クララ舎)
本編の主人公。2年生の時に学園祭において中等部の劇（中劇）でヒロインの人魚姫を演じて主演女優賞を獲得。以来、学園での有名人となる。3年時には上級生の推薦を受け、生徒会書記として活躍。美少女とはいえないが、童顔で上級生からの受けがよく、その面倒見のよさから下級生からは慕われる、学園の人気者。吉屋信子などの古い少女小説のファン。成績は20番以内を死守している。姉と弟がおり、物語は姉に対する手紙の形をかりたプロローグで始まる。
紺野蒔子（こんの まきこ）〈マッキー〉：（3年/クララ舎）
3年次から徳心学園中等部へ編入してきた、学年一の美少女。旭川出身で、清酒男道酒造の長女。入舎テストを通じて、しーの、菊花と親友となる。自称完璧主義な上に極端な美意識の持ち主で、目的のためには奇抜な行動を取ることが非常に多く、そのために半ば家族から追い出されるように寄宿暮らしを始めることになるが、本人は楽しんでいて、相変わらず変わった行動を取る。その美貌から特に下級生から非常に人気がある。ただし美一辺倒ではなく、曰く「美は友情に少々劣る」。また初恋の相手はごく平凡な容姿で、美青年といえる相手ではなかった。自称「鉈ふりのマッキー」。
佐倉菊花（さくら きっか）：（3年/クララ舎）
マッキーと同じく3年次から編入してきた。口が達者。うどん屋チェーン讃岐屋の社長の末娘で、父親に溺愛されている。上に3人の兄がいる。実は漫画家志望で、物語開始時にすでに担当付き。後に入賞を果たす。父は頑固者でという家庭のために、実家では漫画を描く環境ではなく、そのために両親には書き続けることをひた隠しにしている。寄宿に入ったのは、少しでも漫画を描く時間を作るためではあったが、思ったほど自由な時間がないことを嘆いている。基本的に友人思いだが、漫画を描いているときはそれに没頭してしまう。成績は漫画ばかり描いている割には50番台。
有馬美貴子（ありま みきこ）〈有間皇子〉：（3年/クララ舎）
クララ舎長。いかにも才女といった風のしっかり者。しーのとは委員会などで顔を合わす程度の仲であったが、クララ入舎を機会に親しくなる。しーのは入舎前は避けていたとのことだが、有馬皇子はしーのに好意をもっていたようである。
園田三巻（そのだ みまき）：（3年）
2年次に副生徒会長、3年次には中等科生徒会長を務めている、クララ生徒会の中心人物。個性的な生徒会をまとめながら、策士としての一面も持っている。ただし、筋を通す性格であり、筋道の通った反論は受け入れるような公平さがある。しーのを片腕としてこき使っているが、友情も感じている。
マヨ：（3年）
しーのの親友であったが、外部進学希望なため、3年次に特別編成クラスに移ってしまい、やや縁遠くなってしまうが、友情は変わらず続いている。
垂沢〈タラちゃん〉：（3年）
マヨと同じくしーのの1・2年次の親友で、外部進学希望。家政部所属。
衿子（えりこ）：（3年）
文化委員長（及び中等科文化祭実行委員長）。
三上（みかみ）：（3年）
中等科図書委員長。しーのとは生徒会関係で顔なじみで、入舎テスト時に図書館在館証明書に判をもらった。
鈴木夢見（すずき ゆめみ）：（2年/クララ舎）
マッキーも認める美少女で、中バド部の次期エース。叔父と叔母の元に住んでいたが、2年次からクララへ編入。何かにつけてしーの達に反目する姿勢をみせ、一時的に評判を落とすほどであったが、実はしーのの大の崇拝者。シャンプーを同じ銘柄をつかったり、密かにしーののハンカチを盗んでしまったりしていた。そもそもの騎馬戦での出来事もしーののハチマキが欲しかったからであり、光太郎の証言によると、両親の海外出張についていかずに徳心に残ったのもしーのがいたからであり、突然クララ舎に入ったのもしーのがいつの間にか入舎していたからであった。
加納三矢（かのう みや）：（2年/クララ舎）
夢見の親友。
角田律子（つのだ りつこ）：（2年）
中等科議長。普段は無口だが、「ここぞという時に実にタイムリーな一言をにこりともせずにぼそっと言う」。
和子：（2年）
生徒会副会長。
豊ちゃん：（2年）
生徒会会計。電卓を叩くのが趣味で、時間が余ると自分の貯金とその利子計算をしている。
新崎朱美（しんざき あけみ）：（2年）
三巻曰く「目立ちたりやがり」。2年のあいだでは派手な存在で、取り巻きもいる。生徒会会計に立候補したものの大差で落選して以来、何かと生徒会にいちゃもんをつける。しーのが2年続けて中劇に出ることに対する抗議文を生徒会に突きつけた。また、夢見に対抗して2年次の最後には副会長に立候補している。本編に直接登場はしていない。
坂田江奈（さかた　えな）：（1年/クララ舎）
新入生。洗濯物を干す際のトラブルでの縁で、しーのに懐くようになり、以後勉強を教えてもらったりするなど親しくなる。
文子（ふみこ）：（1年/クララ舎）
江奈の友人。内気な子。隠れて子猫をクララ舎の敷地内で飼っていた。
相沢虹子（あいざわ　にじこ）〈きらめきの虹子女史〉：（5年/アグネス舎）
アグネス舎長にして、影の高等科生徒会長と噂される実力者。密かにしーのに好意を抱いているのは、コバルト本誌に映画化記念時に掲載された「お姉さまたちの日々」に少しだけ描かれている。高等科のシンクタンクともいわれる古文研を主宰し、入舎テスト時の貸しをたてにしーのに劇の出演を迫る。ちなみに喫煙者。
加藤白路（かとう しろじ）〈清らかなる椿姫、ツバキ姫〉：（5年/アグネス舎）
アグネス舎一の佳人ともいわれる美女にして、古文研の劇の脚本・演出などを行う才女。ただし黙っていれば楚々とした麗人でありながら、興奮すると唾を飛ばしながらしゃべくるために、同級生から「ツバキ姫」のありがたくない綽名をいただく。ただし神聖視する下級生からはデュマの椿姫からとったと思われている。奇跡の高城さん曰く「黙ってりゃ美人で虫も寄って来るけど、ボルテージがあがると、もうおしまいなんだから」
高城濃子（たかぎ のうこ）〈奇跡の高城さん〉：（5年）
文句なしに徳心一のスター。173cmの長身で、ハスキーボイス。「女性の丸みに欠けた骨ばった少年のような体つき、北欧貴族を思わせる彫の深い、造作の大きい顔立ち」で、「つまりはすれ違う十人中九人半までが必ず振り返る」。総勢50人とも60人とも言われる排他的なファンクラブ、通称大奥は、高い団結力を誇る。きさくな性格だが、人混みが嫌い。白路の親友。ちなみに5年6組。
長谷尾章子（はせお あきこ）：（5年/アグネス舎）
寄宿破りの常習者。シスターの見廻りに捕まり、退学処分となったが、その際にいあわせたしーのを恨んでいる。
吉田美子（よしだ よしこ）：（5年/アグネス舎）
いわゆるうるさ型の先輩。旭川出身で、実家はマッキーとはごく近所で顔見知り。マッキーの奇行や奇癖についてはもちろん知っている。
向井さん（むかい）：（5年）
高等科図書文芸部の副部長。菊花が深夜に部屋を頻繁に訪れていたためにあらぬ仲を疑われていたが、実際は菊花の漫画の理解者であり、消灯後の描く場所を提供していた。
丸井さん（まるい）：（4年）
昨年まで中等科一のスター。昨年度の中劇においてしーのと共演、見事に主演男優賞を獲得し、中等科優位の原動力となった。クララ白書本編には直接登場しない。
山崎さん（やまざき）：（4年）
前中等科議長。しーのを生徒会書記に推薦した。本編には直接登場しない。
湯浅まり子（ゆあさ まりこ）：（4年）
東高にBFがいる。そのBFの親友でしーのに学園祭でひとめ惚れした大津くんに「誰からも好かれている明るい子」と紹介する。また、しーのを呼び出し大津くんとのデートの算段をとりつけるが、伝達ミスでデートが滅茶苦茶となる原因の一つを作ってしまう。
寿家光太郎（すけ こうたろう）：（大学1年)
北海学院大学法学部、サイクリング部所属。鈴木夢見の従兄弟で、夢見がクララ舎に入るまでの間同居していた。実の妹のように夢見を可愛がっており、自他共に認めるシスコン。夢見に頼まれてしーのを病院に送り迎えしていたのを契機に休日にたまに会ったり手紙のやり取りをする間柄になる。光太郎はしーののBFのつもりでいるが、しーのは現在のところそのつもりは全くなく、「おじんじゃないの」と一蹴している。デートの度にチーズケーキを買ってあげたり、映画やお茶などをおごってあげている。
西藤さん（さいとう）：（大学1年）
教育大。クララ舎生に家庭教師のバイトをしている。平凡な容姿であまり目立つ方ではないが、きさくで面倒見がよく、からっとした性格。なぜかマッキーに惚れられてしまう。
大津雅文（おおつ まさふみ）：（高校1年)
秀才高といわれる東高に通う。親友が徳心高等部とつきあっているために、文化祭に来た際にしーのに惚れ、ラブレターを出す。デートは実現したものの、結局それっきりになってしまった。
シスター・アンズヴェリス
前クララ舎ハウスマザー。しーのが徳心に残った原因の50%であったが、しーのの入舎と入れ違いに大学へ講師格に迎え入れられて退舎してしまった。直接の登場はなし。
シスター・チェリーナ
シスター・アンズヴェリスの後任。
シスター・ヴェロニカ
クララ舎のシスター。
シスター・アルベルタ
クララ舎のシスター。
シスター・マリア
看護係。得意技は「快楽のいちじく灌腸」と「戦慄の直角注射」。菊花が直角注射の犠牲となった。
三田さん
菊花の担当編集者。
菊花の父
うどんチェーン讃岐屋本舗の社長。一代で事業を築き上げた苦労人で典型的な頑固親父だが、自分の道を貫いた三男に対して折れたような一面も持つ。末っ子で唯一の娘である菊花を溺愛しており、悪い虫がつかないかを心配している。
マッキーの父
清酒男道酒造の社長。職人を大切にする。菊花の父とは同じ会員制クラブ「ルーベデンス札幌」での知り合い。マッキーの奇行に振り回されており、半ば追い出すかのようにマッキーを寄宿に追いやる。
サー・トーマス
マッキーの父親の飼い犬。大和和紀の薔薇子爵シリーズにでてくるオレンジしか食べない黒い犬オランジュをマッキーが美しいと思ったために、マッキーによってオレンジしか与えられず、空腹からゴミを漁ってしまい、毒になるものを食べてしまったらしく死亡。
男道公園の鶏
マッキーが男女対でそれぞれ50円と100円で買ったひよこ。男道公園で育てられていたが、卵を産まないために不審に思ったマッキーが共に雄であることに気づき、卵を産まないならとローストチキンにでもしようと鉈を持って追いかけてきたために逃げたものの、20分ほど追い掛け回されているうちに窒息死してしまった。

## 既刊一覧

### オリジナル版
- 氷室冴子（著）・原田治（イラスト）、集英社〈集英社文庫コバルトシリーズ〉、全2巻
  - 『クララ白書』1980年4月15日第1刷発行、ISBN 4-08-610342-7
  - 『クララ白書ぱーとII』1980年12月15日第1刷発行、ISBN 4-08-610389-3

### 愛蔵版
オリジナル版の加筆修正版。氷室は、あとがきで、今の作品として初めての方にも読んでもらうため、あえて大幅に手を入れたと述べている。
- 氷室冴子（著）、集英社〈Saeko's early collection〉、全2巻
  - 『クララ白書I』1996年5月30日第1刷発行（5月24日発売[2]）、ISBN 4-08-609041-4
  - 『クララ白書II』1996年7月30日第1刷発行（7月26日発売[3]）、ISBN 4-08-609044-9

### 新装版
- 氷室冴子（著）・谷川史子（イラスト）、集英社〈コバルト文庫〉、全2巻
  - 『クララ白書I』2001年6月10日第1刷発行（6月1日発売[4]）、ISBN 4-08-614870-6
  - 『クララ白書II』2001年7月10日第1刷発行（7月3日発売[5]）、ISBN 4-08-614885-4

### 番外編
- 『月の輝く夜に／ざ・ちぇんじ！』集英社〈コバルト文庫〉、2012年9月10日第1刷発行（8月31日発売[6]）、ISBN 978-4-08-601668-1
  - 番外編『お姉さまたちの日々』収録

## 漫画
ほぼ原作に忠実に漫画化。光太郎を扱ったオリジナルの章「ストレインジャー+1」も掲載されている。氷室冴子が死去した時に、追悼の絵と文を寄稿した。
- 氷室冴子（原作）・みさきのあ（イラスト） 『クララ白書』 小学館〈フラワーコミックス〉、全3巻
  1. 1982年11月発行、ISBN 4-09-131091-5
  2. 1983年3月発行、ISBN 4-09-131092-3
  3. 1983年12月発行、ISBN 4-09-131093-1

## 映画
1985年に少女隊主演により『クララ白書・少女隊PHOON』（クララはくしょ・しょうじょたいフーン）として東宝の配給で映画化された。同時上映は吉川晃司主演『ユー・ガッタ・チャンス』だった。公開日は1985年2月9日。上映時間は96分。

### スタッフ
- 原作 - 氷室冴子[9]
- 監督 - 河崎義祐[9]
- 脚本 - 鹿水晶子[9]、河崎義祐[9]
- 撮影 - 古山正[9]
- 美術 - 樋口幸男[9]
- 録音 - 熊谷良兵衛[9]
- 照明 - 佐藤幸次郎[9]
- 編集 - 鈴木晄[9]
- 助監督 - 森谷晁育[9]
- 製作 - 田中壽一[9]、高杉敬治[9]
- 音楽プロデューサー - 都倉俊一[9]
- プロデューサー - 中沢敏明[9]、鈴木愛孝[9]
- 製作v田中プロモーション[8]、レッド・バス・エンタープライズ[8]
- 配給 - 東宝[9]

### 主題歌・挿入歌
- 主題歌：少女隊「お元気ですか?マイ・フレンド」
- 挿入歌：少女隊「MAGOKOROダイナマイト」

### 出演
- 桂木しのぶ - 安原麗子[9]
- 佐倉菊花 - 市川三恵子[9]
- 紺野蒔子 - 藍田美豊[9]
- 寿家光太郎 - 大村波彦[9]
- ミスター・アン - 樹木希林[9]
- 高城濃子 - 大原真紀子[9]
- 有馬美貴子 - 宮野亜希子[9]
- 加藤白路 - 家入未知[9]
- 三巻順子 - 菊地陽子[9]
- 鈴木夢見 - 浦西真理子[9]
- ドナミ・玲子 - 岡安裕美子[9]
- ユキ - 今井里美[9]
- マユミ - 新居えりか[9]
- エツ子 - 島村正美[9]
- ケイコ - 常徳美樹[9]
- 桂木洋介 - 宝田明（特別出演）[9]
- 桂木芳子 - 佐藤オリエ[9]
- 桂木利恵子 - 松本伊代（友情出演）[9]
- 桂木健一 - 谷村隆之[9]
- 佐倉源蔵 - 東八郎[9]
- 佐倉スミ子 - 日色ともゑ[9]
- 佐倉モモ - 安孫子里香[9]
- 佐倉トモカズ - 中島大介[9]